# 유안민
유안민(劉安民, ? ~ 기원전 49년)은 전한의 황족으로, 초원왕의 후손이자 학자 유향의 형이다.

## 생애
낭중우조(郞中右曹)를 지냈다.
유향이 연단술로 황금을 만드는 데에 실패하여 주살될 위기에 놓이자, 선제에게 글을 올려 구명을 탄원하였다. 선제는 유향의 재능을 아까워하여 죽이지 않았다.
황룡 원년(기원전 49년)에 죽으니, 시호를 절이라 하였다. 작위는 아들 유경기가 이었다.

## 출전
- 반고, 《한서》 권18 외척은택후표·권36 초원왕전

| 선대 아버지 양성유후 유덕 | 전한의 양성후 기원전 56년 ~ 기원전 49년 | 후대 아들 양성희후 유경기 |